# 춘천경찰서
춘천경찰서(春川警察署, Chuncheon Police Station)는 강원특별자치도경찰청이 관할하는 경찰서 중 하나이다. 강원특별자치도 춘천시 일대를 관할한다. 강원특별자치도 춘천시 춘천로 61 (효자동)에 위치하고 있다.
서장은 총경으로 보한다.

## 기본 정보
- 주소 : 강원특별자치도 춘천시 춘천로 61
- 우편번호 : 24362

## 관할 파출소 및 지구대
| 명칭         | 사진 | 주소               | 관할구역                                    | 치안센터                  |
| ------------ | ---- | ------------------ | ------------------------------------------- | ------------------------- |
| 중부지구대   |      | 서부대성로 168     | 효자1·2·3동                                 |                           |
| 후평지구대   |      | 춘천로 325         | 후평1·2·3동                                 |                           |
| 서부지구대   |      | 영서로 2414        | 근화동 일부, 강남동, 신동면                 |                           |
| 남부지구대   |      | 우석로4번길 21     | 석사동, 퇴계동, 동내면, 동산면              | 동산치안센터              |
| 신사우지구대 |      | 영서로2771번길 2   | 신사우동                                    |                           |
| 소양로지구대 |      | 공지로 571-1       | 근화동 일부, 소양동, 약사명동, 조운동, 교동 | 동부동치안센터            |
| 신북파출소   |      | 율문길 79          | 신북읍, 북산면, 동면                        | 북산치안센터 동면치안센터 |
| 남산파출소   |      | 한치로 77          | 남산면, 남면                                | 남면치안센터              |
| 서면파출소   |      | 박사로 1279        | 서면                                        | 의암치안센터              |
| 사북파출소   |      | 사북면 영서로 4715 | 사북면                                      |                           |

## 같이 보기
- 강원특별자치도경찰청